# Arnold Scholz
Arnold Scholz (Charlottenburg, 24 de dezembro de 1904 – Flensburgo, 1 de fevereiro de 1942) foi um matemático alemão, que trabalhou com teoria algébrica dos números. 

## Formação e carreira
Filho de Reinhold Scholz (Chefe do Departamento do Gabinete Experimental Militar), frequentou o Kaiserin Auguste Gymnasium em Charlottenburg e estudou matemática, filosofia e musicologia na Universidade de Berlim de 1923 a 1928, onde foi aluno de, entre outros, Issai Schur, que foi seu orientador de doutorado “magna cum laude” em 1928 (Über die Bildung algebraischer Zahlkörper mit auflösbarer Galoisscher Gruppe, Mathematische Zeitschrift Vol. 30, 1929, p. 332). Em 1927 passou um semestre em Viena com Philipp Furtwängler. Após completar o doutorado foi assistente em Berlim e a partir de 1930 professor particular em Freiburg im Breisgau. De 1935 a 1940 ocupou um cargo de professor na Universidade de Kiel, onde completou sua habilitação em 1934 e foi então docente. Em 1940 foi convocado e foi professor de matemática na Academia Naval de Mürwik em Flensburg-Mürwik. De seus dias de estudante até sua morte manteve uma intensa correspondência com Helmut Hasse e trabalhou com Olga Taussky-Todd na década de 1930. Em 1942 morreu de diabetes.
Scholz trabalhou com teoria algébrica dos números. Entre outras coisas, fez um trabalho inicial no problema inverso da teoria de Galois em campos de números algébricos, onde mostrou, quase ao mesmo tempo que Hans Reichardt, a solubilidade do problema para p-grupos. Os trabalhos de Reichardt e Scholz foram retomado após a Segunda Guerra Mundial por Igor Shafarevich.
Uma lei de reciprocidade leva o seu nome (que, em homenagem a Franz Lemmermeyer, já era conhecida por Theodor Schönemann).
Em seus pertences (Nachlass) havia também um manuscrito quase concluído Spezielle Zahlkörper para a nova edição da Encyklopädie der mathematischen Wissenschaften.

## Obras
- Über die Bildung algebraischer Zahlkörper mit auflösbarer Galoisscher Gruppe, Inauguraldissertation, Berlin 1928 und Mathematische Zeitschrift Bd.30, 1929
- com Helmut Hasse: Zur Klassenkörpertheorie auf Takagischer Grundlage, Mathematische Zeitschrift 29, 1929, S. 60–69
- Zwei Bemerkungen zum Klassenkörperturm, Crelles Journal 161, 1929, p. 201–207
- Über die Beziehung der Klassenzahlen quadratischer Körper zueinander, Crelles Journal 166, 1932, p. 201–203
- Über die Lösbarkeit der Gleichung t²−Du²=−4, Mathematische Zeitschrift 39, 1934, p. 95–111
- com Olga Taussky: Die Hauptideale der kubischen Klassenkörper imaginär-quadratischer Zahlkörper: ihre rechnerische Bestimmung und ihr Einfluß auf den Klassenkörperturm, Crelles Journal 171, 1934, p. 19–41
- Die Kreisklassenkörper von Primzahlpotenzgrad und die Konstruktion von Körpern mit vorgegebener zweistufiger Gruppe I, Mathematische Annalen Bd. 109, 1934, p. 161, Teil 2, Mathematische Annalen, Bd. 110, 1935, p. 633
- Totale Normenreste, die keine Normen sind, als Erzeuger nicht-abelscher Körpererweiterungen. I, Crelles Journal 175, 1936, p. 100–107
- Konstruktion algebraischer Zahlkörper mit beliebiger Gruppe von Primzahlpotenzordnung. I, Mathematische Zeitschrift 42, 1937, p. 161–188
- Minimaldiskriminanten algebraischer Zahlkörper, Crelles Journal 179, 1938, p. 16–21
- Einführung in die Zahlentheorie, Sammlung Göschen, de Gruyter, Berlin 1939
  - überarbeitet von Bruno Schoeneberg: Einführung in die Zahlentheorie (5. Auflage), de Gruyter, Berlin 1973
- Zur Abelschen Durchkreuzung, Crelles Journal 182, 1940, p. 216
- Totale Normenreste, die keine Normen sind, als Erzeuger nicht-abelscher Körpererweiterungen. II, Crelles Journal 182, 1940, p. 217–234
- Zur Idealtheorie in unendlichen algebraischen Zahlkörpern, Crelles Journal 185, 1943, p. 113–126

### Nachlass
- Spezielle Zahlkörper, bestimmt für die Enzyklopädie der mathematischen Wissenschaften (unvollendet)